# Acanthepeira labidura
Acanthepeira labidura là một loài nhện trong họ Araneidae.
Loài này thuộc chi Acanthepeira. Acanthepeira labidura được Cândido Firmino de Mello-Leitão miêu tả năm 1943.